# بودیمنت
بودیمنت (به فرانسوی: Baudement) یک کمون (فرانسه) در فرانسه است که در canton of Anglure واقع شده‌است. بودیمنت ۸٫۵۷ کیلومتر مربع مساحت دارد ۸۴ متر بالاتر از سطح دریا واقع شده‌است.